# Muntanyes Laramie

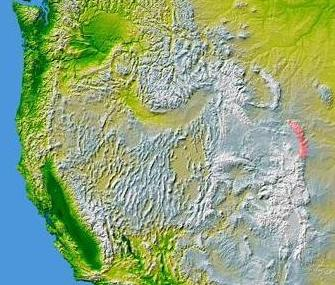
Muntanyes Laramie,senyalades en color rosa

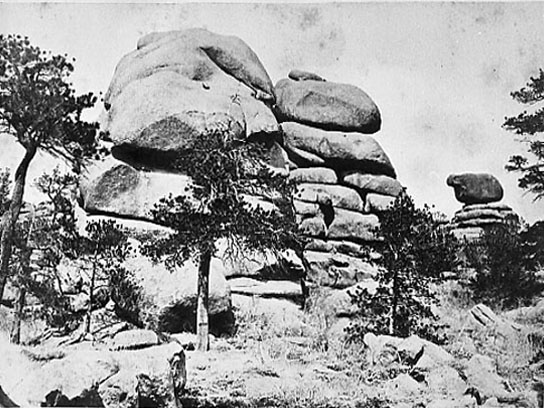
Laramie Mountains, cap a 1869

Les Muntanyes Laramie, en anglès: Laramie Mountains, és una serralada amb cims de moderada altitud situats a la part est de les muntanyes Rocoses en els estats dels Estats Units de Wyoming i Colorado. En aquesta zona hi havia les rutes tradicionals de l'Oregon Trail, el Mormon Trail i el Pony Express.
Reben el nom pel riu Laramie que talla aquesta serralada des del sud-oest al nord-est. Al seu torn aquestes muntanyes donen nom a l'Orogènia Laramie la qual va aixecar la placa d'Amèrica del Nord fa uns 70 milions d'anys i crearen les actuals Muntanyes Rocoses.

## Geologia
Aquestes muntanyes consten de sèries de granit precambrià. Els seus cims fan entre 2400 i 2800 m d'altitud amb l'excepció del Laramie Peak que fa més de 3.000 m.
A les Laramie estan representades tres zones de vida (Life Zones) principals: Sonora Superior (Upper Sonoran), transició (Transitio) i Canadenca (Canadian).